# 543 هـ
543 هـ هي سنة في التقويم الهجري امتدت مقابلةً في التقويم الميلادي بين سنتي 1148 و1149.

## مواليد
- محمد قتلمش
- فخر الدين الرازي
- فخر الدين قره أرسلان
- محمد بن منصور الحلي

## وفيات
- أبو الحسن الباقولي
- أبو بكر بن العربي
- الفقيه يوسف الفندلاوي
- المبارك بن كامل البغدادي

- الجورقاني
- أبو الفضل الكرماني